# Тайпинцзин
Тайпинцзин (кит. трад. 太平經, упр. 太平经, пиньинь Tàipíng Jīng, палл. Тайпинцзин) или Книга Великого Спокойствия, Трактат о Великом Мире - классический китайский даосский трактат эпохи поздней  Хань. Трактат изначально состоял из 170 частей, из которых только 57 сохранилось в  Даосском каноне. Полное название трактата - Тайпин цинлиншу (кит. трад. 太平清領書, упр. 太平清领书, пиньинь tàipíng qīng lǐng shū, палл. Тайпин цин лин шу). Автор трактата неизвестен.
Известен также другой трактат под тем же названием из 12 частей - Тяньгуань либаоюань тайпинцзин (кит. трад. 天官歷包元太平, упр. 天官历包元太平经, пиньинь tiān guān lì bāo yuán tàipíng jīng, палл. Тяньгуань либаоюань тайпинцзин) автор которого - Гань Чжунке (甘忠可), который не сохранился.
Руководитель Восстания жёлтых повязок Чжан Цзяо (ум. 184) на основе этого сочинения создал даосскую школу  Тайпиндао (太平道).
Трактат охватывает широкое содержание, и активно связан с китайской традиционной нумерологией - учении о стихиях инь и ян, пяти фазах (У-син) и шестидесятеричном цикле.

## Основные положения трактата
Тайпинцзин описывает эпоху и методы достижения вселенского, Великого Мира (возможно ассоциировавшейся с Периодом Сражающихся царств  Идеология Великого Мира (Вселенского Спокойствия) была особенно актуальной для китайского общества в конце правления династии Хань, когда земли царства погрузились в затяжные войны, восстания и мятежи. 
Знакомый людям мир погрузился в страшный хаос, и причиной этого считалось нарушение равновесия во Вселенной и общественной жизни. Утрата равновесия в жизни общества обычно сопровождается многочисленными бедами - войнами, эпидемиями, пожарами, наводнениями, неурожаями.   Хаос наступает и в системе управления обществом, при царском дворе, когда правящая династия (сильная центральная власть) нестабильна, что трактуется как недовольство Неба (Всевышнего).  Зло накапливается за многие поколения, и человечество оказывается загрязнено грехами их предков.  В качестве выхода из ситуации предлагается внутренняя работа человека и общества с целью исцеления себя, поиска гармонии, развития и преображения своей сути (дао). Помочь на этом пути могут учителя посланные Небом (Всевышним), Небесные Наставники. В глубокой древности уже была эпоха Великого Мира, эту эпоху следует воссоздать, вернуться к истокам. , при этом правители должны действовать вместе с учителями данными Небом (Небесными Наставниками).  Тогда, в эпоху Великого Мира, младенцы не умирали, не было голода и неурожаев, и не было стихийных бедствий.  Однако равновесие было настолько тонким, что лишь одно нарушение могло привести к выходу из-под контроля.  Приход здорового правителя, которому благоволит Небо (наделяет его Своим Небесным Мандатом), прекращение злых знамений - условия прихода лучшеё эпохи. 

## Древние версии трактата
Наиболее старая версия трактата относится к правлению царя Чэн-ди (37 год до н. э.— 7 год до н. э.), который считается историками периодом упадка династии Хань. Уже в этом тексте говорилось об утрате Небесного Мандата и нарушении вселенского равновесия, и выдвигалось предсказание о скором падении династии.
Позднее царь Шунь-ди (125-144 года) получил этот текст в другой редакции. Судя по всему именно этой версией пользовался руководитель Восстания жёлтых повязок Чжан Цзяо.
Известна также ещё одна версия, которой пользовались представители школы Небесных Наставников.